# Вівтарна дружина
Вівтарна дружина, також Вівтарне братство — молодіжна християнська спільнота, яка діє в кожній церкві, допомагаючи єпископам і священникам у приношенні Святої Жертви Божественної Літургії та в усіх інших богослужбових і побожних чинностях. Під час богослужіння вівтарники одягають спеціальний одяг — далматику.

## Про спільноту
Вівтарна дружина керується Законом Божим, нормами християнської моралі та власним Статутом. Метою спільноти є допомогти молодій людині віднайти своє покликання та місце в житті.
Член Вівтарної дружини (або вівтарник) віддає Богові вірну, повну пошани зразкову службу, плекає покликання до богопосвяченого та священничого стану, збільшує знання нашої віри, Божественної Літургії, історії Церкви.
Кожний вівтарник має бути насамперед взірцевим християнином, триматися науки Церкви, жити у правдивій християнській любові, молитися спільно за розквіт спільноти, за потреби поодиноких учасників спільноти, а понад все — за недужих. Також старатися підтримувати дружні стосунки з Вівтарними дружинами інших парафій, Марійськими дружинами, іншими християнськими спільнотами.

## Принципи вівтарника
Вівтарник
- любить Бога і для Його прослави взірцево виконує свої обов'язки.
- служить Христові в людях.
- перемагає свої вади і працює над виробленням свого характеру.
- розвиває в собі Боже життя.
- пізнає Літургію і нею живе.
- несе всюди правдиву радість.
- переживає Бога у пригоді.
- здобуває приятелів для Христа у праці і під час гри.
- пильний і сумлінний у навчанні та праці.
- молиться за Батьківщину і служить їй ретельною працею.

## Заповіді вівтарника
1. Вівтарник служить Богові та Батьківщині, взірцево виконуючи свої обов'язки.
2. Відзначається послухом щодо родини, священника, провідника та тих, що головують, а під час Літургії — старшого, який був призначений для цього провідником чи священником.
3. Виконує служіння Христові у ближніх. Своєю поставою всюди приносить мир із радістю.
4. Працює над своїм характером і чуває над чистотою власного серця.
5. Через свою пильність та сумлінність стає добрим прикладом для всіх.
6. Відзначається у чистоті мови, уникаючи сварок та суперечок.
7. Подолує погані звички.
8. Розвиває в собі Боже життя через молитву, реколекції (духовні науки), спільні подорожі тощо.
9. У кожному вівтарникові бачить свого брата.
10. Шанує природу і теж все, що його оточує, добачаючи в тому Божий дар.